# Dasyuromyia aperta
Dasyuromyia aperta är en tvåvingeart som beskrevs av Aldrich 1934. Dasyuromyia aperta ingår i släktet Dasyuromyia och familjen parasitflugor. Inga underarter finns listade i Catalogue of Life.